# Куорсало
Куорсало (фин. Kuorsalo) — остров в юго-восточной Финляндии. Расположен в Финском заливе Балтийского моря, близ российско-финляндской границы. На острове находится одноимённый рыбацкий посёлок. Административно относится к общине Хамина в области Кюменлааксо.